# Côte-de-l'Or prussienne
Pour les articles homonymes, voir Côte-de-l'Or.
1682–1721
Entités suivantes :
- Côte-de-l'Or néerlandaise

La Côte-de-l'Or brandebourgeoise, devenue plus tard la Côte-de-l'Or prussienne, désigne les implantations coloniales du Brandebourg-Prusse, puis du royaume de Prusse, sur la Côte de l'Or, dans l'actuel Ghana.

## L'évolution des forts de la Côte de l'Or dans la seconde moitié duXVIIesiècle
Les forts de la Côte de l'Or furent construits par les Européens pour réduire au maximum le temps des expéditions commerciales et ainsi le risque des maladies tropicales ; la communauté marchande restant en effet marquée par le souvenir d'une expédition de commerçants anglais qui en 1553 avait perdu une centaine d’hommes sur 140 et dû abandonner deux de leurs navires par manque de marins.
Les navires pouvaient charger les marchandises pour le voyage de retour, mais aussi l'eau douce, et le jus de citron, pour lutter contre le scorbut, sans avoir à accoster, directement à partir des entrepôts et citernes, construits en surplomb pour cela, permettant un demi-tour sûr et rapide de l’expédition. Le fort, organisé comme un château féodal, était par ailleurs abrité des moustiques porteurs de paludisme et de fièvre jaune et permettait une escale pour des soins et des réparations. Dans le fort hollandais d'Elmina, en 1646, le gouverneur était intéressé aux ventes de jus de citron. Son succès depuis l'installation hollandaise de 1637, a inspiré les autres pays européens lors des décennies suivantes. Les forts hollandais de la côte africaine, véritables entreprises polyvalentes avec ateliers et cultures, employaient 223 engagés blancs et près de 600 esclaves (491 hommes et 239 femmes et enfants), dont 183 pour celui d'Elmina et 156 pour Fort d'Axim, le reste se répartissant dans d'autres forts annexes.
À partir de 1640, l'Europe connait une « famine monétaire », car l'afflux d'argent métal de la mine géante de Potosí en Bolivie a commencé à se tarir depuis les années 1620,,. L'or africain, qui était éclipsé partiellement par l'argent péruvien depuis un demi-siècle, est alors extrêmement recherché, d'autant que les réserves monétaires ont été vidées par le prolongement de la guerre de Trente Ans, effectuée essentiellement par des mercenaires. C'est la raison de l'accumulation dans la seconde moitié du XVIIe siècle, sur 450 kilomètres de la « Gold Coast » (actuel Ghana), d'une centaine postes de traite (châteaux, forts et postes moins importants), entremêlés, parfois en alternance d'une nation à l'autre, presque régulière le long du rivage, dont une douzaine suédois et danois, grands et petits.
Au-delà, au contraire, sur la future « côte des Esclaves » une longue succession de lagunes et de marécages, n'avait pas encore un seul établissement européen permanent. Le fait que d'autres pays aient voulu rapidement concurrencer la Hollande dans la recherche d'or en Afrique et d'épices dans l’océan Indien s'est ajouté à l'émergence de leurs opérations commerciales en Amérique, dès les années 1630 pour les Anglais et Français, la décennie suivante pour les Suédois et Danois du Brandebourg. Lorsque le duché de Courlande a par exemple décidé de coloniser Tobago, sa compagnie a entretenu un fort en Gambie. Les plupart des forts de la « Gold Coast », mal implantés et sans préparation sérieuse, ont été abandonnés ou ont changé de propriétaire rapidement. 
Ces forts importaient quelques esclaves qui servaient à transporter les marchandises, parfois lourdes, échangés contre de l'or, notamment le fer et le cuivre dont la Scandinavie était excédentaire. Mais ils n'en exportent pas, sauf prélèvement exceptionnel sur leur main d'œuvre, faute de filière locale. Le premier poste de traite négrière portugais, sur l’île saharienne d’Arguin, 2000 kilomètres plus au nord, n’est jamais devenu important mais c'est vers lui qu'en 1518 un négociant portugais en or avait dû se tourner pour obtenir une quarantaine de jeunes esclaves à utiliser comme transporteurs . 
Les Portugais puis les Hollandais ont d'abord au XVIe siècle l'interdiction formelle de réduire en esclavage les Africains de la Gold Coast, car leur priorité est d'obtenir de l'or, que ces derniers leur fournissent. Mais les politiques discordantes des occupants ou de leurs alliés locaux augmentèrent par ailleurs considérablement le risque d’attaque contre chaque garnison mais aussi de conflits inter-africains. Les populations locales découvrirent que des fusils et des munitions pouvaient leur être fournis pour voler des marchandises tout en pouvant, en cas de rétorsion trouver refuge sous la protection des murs et du canon du fort. 
Quand la croissance de l'économie sucrière se fait moins forte dans les années 1650, les rivalités s'aiguisent. La plupart des marchands qui vont alors se tourner vers le trafic négrier, en ajoutant quelques esclaves, voire quelques dizaines, à condition d'avoir encore de la place sur le bateau, n'ont pas les moyens d'entretenir un fort et ce sont des compagnies spécialisées qui tenteront d'effectuer cette transition dans les années 1670 en jouant le rôle de grossistes. Les années 1660 et la décennie suivante voient une évolution importante de la Côte de l'Or, sous l'impulsion des Britanniques, qui y investissent sur le plan militaire et s'emparent de nombreux forts des autres nations mais acceptent ceux pris par les Danois, avec qui ils ont des liens d'affaires dans l'île antillaise britannique de la Barbade. L'Angleterre et la Hollande étant en guerre entre 1665 et 1667, qui a pour principal enjeu la maîtrise des grandes routes commerciales maritimes, conclue par le traité de Bréda le 31 juillet 1667, chacun à son tour envoye des expéditions navales à laquelle tout fort de simple résistance cède après peu ou pas de résistance.

## La Côte de l'Or brandebourgeoise à partir de 1682

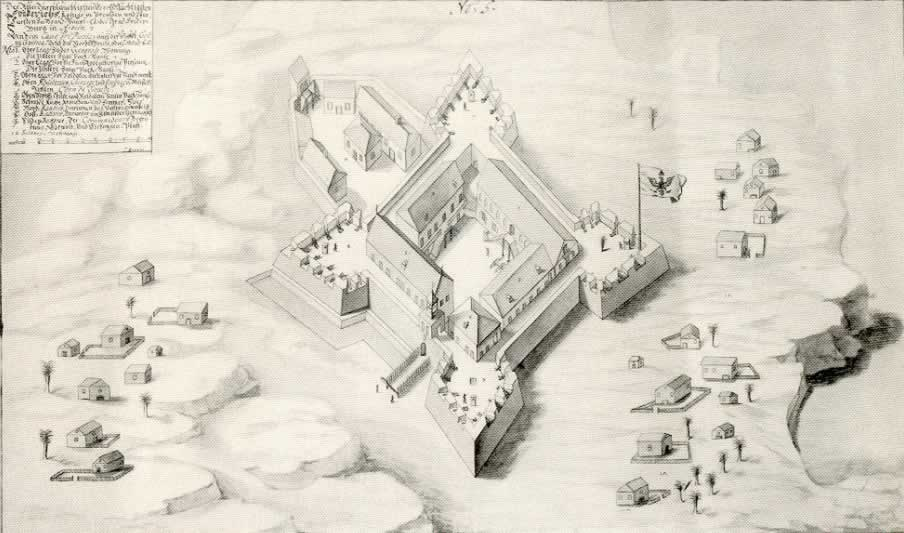
Le Fort Groß Friedrichsburg en 1686.

Aux alentours de 1680, la marche électorale de Brandebourg, le cœur du futur Royaume de Prusse, crée une société à charte, la Compagnie africaine brandebourgeoise (Brandenburgisch-Africanische Compagnie). En mai 1682, elle fonde une petite colonie en Afrique occidentale consistant en deux établissements sur la Côte de l'Or dans le Golfe de Guinée, l'actuel Ghana :
- Fort Groß Friedrichsburg, situé à Princes Town : de 1683 à 1717, qui devient la capitale de la colonie ;
- Fort Dorothea, situé à Akwida ou Akoda ou Akwidaa (en fanti). Dans la langue locale, l'ahanta : Ezile : d'avril 1684 à 1687, de 1698 à 1711, d'avril 1712 à 1717 (avec une occupation hollandaise de 1687 à 1698)

Les gouverneurs allemands furent pendant cette période brandebourgeoise :
- Mai 1682-1683 : Philip Peterson Blonck
- 1683-1684 : Nathaniel Dillinger
- 1684-1686 : Karl Konstantin von Schnitter (de)
- 1686-1691 : Johann Niemann

## La Côte-de-l'Or prussienne à partir de 1701
Le 15 janvier 1701, la colonie est renommée « Colonies de la Côte-de-l'Or prussienne », lorsque Frédéric III, électeur de Brandebourg régnant également sur le duché de Prusse, obtient la dignité royale sous le nom de Frédéric Ier, fondant ainsi le royaume de Prusse. De 1711 à avril 1712, les Hollandais occupent de nouveau Fort Dorothea.  
Les gouverneurs prussiens ont été :
- 1701-1704 : Adriaan Grobbe
- 1704-1706 : Johann Münz
- 1706-1709 : Heinrich Lamy
- 1709-1710 : Frans de Lange
- 1710-1716 : Nicholas Dubois
- 1716-1717 : Anton Günther van der Menden

## Vente de la colonie aux Néerlandais en 1717-1721
En 1717, la colonie était physiquement abandonnée par la Prusse, aussi, de 1717 à 1724, le roi africain John Konny (ou en hollandais Jan Conny) fut capable d'occuper Gross-Friedrichsburg, et à partir de 1721, de s'opposer à la loi hollandaise.
En 1721, les droits sur la colonie furent vendus aux Néerlandais, qui la renommèrent Hollandia, et elle fut intégrée à la plus grande colonie de la Côte-de-l'Or néerlandaise. 

## Sources
- WorldStatesmen- Ghana